# Binomialsatsen

En visualisering av termer för de fyra första binomen.

Binomialsatsen är en sats som används för att utveckla potenser av binom.

## Definition
Låt {\displaystyle x} och {\displaystyle y} vara två godtyckligt valda reella eller komplexa nollskilda tal där {\displaystyle x+y\neq 0}. För varje naturligt tal {\displaystyle n} gäller för exponentieringen av binomet {\displaystyle x+y\,}:
{\displaystyle (x+y)^{n}=\sum _{k=0}^{n}{\binom {n}{k}}x^{n-k}\,y^{k}}
där talet 
{\displaystyle {n \choose k}={\frac {n!}{k!\,(n-k)!}}}
är en binomialkoefficient (utläses n över k eller n välj k) och n! betecknar n-fakultet, vilken definieras som
{\displaystyle n!=1\cdot 2\cdot \cdots \cdot n,\qquad 0!=1}

## Historik

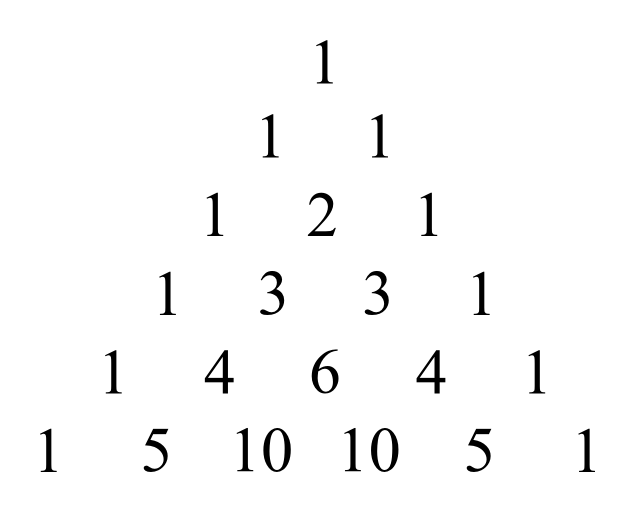
Sex rader av Pascals triangel

Binomialsatsen och Pascals triangel — som kan användas för att bestämma koefficienterna — brukar tillskrivas Blaise Pascal som beskrev dem på 1600-talet. De var dock tidigare kända av den kinesiske matematikern Yang Hui på 1200-talet, den persiske matematikern Omar Khayyám på 1000-talet, samt den indiske matematikern Pingala på 200-talet f.Kr.

## Tillämpningar av binomialsatsen
- Binomialsatsen gör det enkelt att skriva ned exponentieringen av binom, vilket annars skulle kunna vara tidsödande att utveckla för hand.

Detta kan illustreras med utvecklingen av {\displaystyle (1+x)^{5}}:
{\displaystyle (1+x)^{5}={\binom {5}{0}}x^{5}+{\binom {5}{1}}x^{4}+{\binom {5}{2}}x^{3}+{\binom {5}{3}}x^{2}+{\binom {5}{4}}x^{1}+{\binom {5}{5}}x^{0}.}
Den sjätte raden i Pascals triangel innehåller alla binomialkoefficienter som förekommer i denna utveckling: 1, 5, 10, 10, 5 och 1 och utvecklingen kan därmed skrivas
{\displaystyle (1+x)^{5}=x^{5}+5\,x^{4}+10\,x^{3}+10\,x^{2}+5\,x+1.}
- Om {\displaystyle M} är en mängd bestående av {\displaystyle n} stycken element, så anger binomialkoefficienten, {\displaystyle {\binom {n}{k}}}, antalet delmängder till {\displaystyle M} bestående av {\displaystyle k} stycken element. Med hjälp av binomialsatsen går det att visa att det kan bildas {\displaystyle 2^{n}\,} delmängder av mängden {\displaystyle M}:

Det finns {\displaystyle {\binom {n}{0}}} delmängder bestående av noll element och {\displaystyle {\binom {n}{1}}} delmängder bestående av ett element och {\displaystyle {\binom {n}{2}}} delmängder bestående av två element och så vidare. Totalt finns det 
{\displaystyle {\binom {n}{0}}+{\binom {n}{1}}+{\binom {n}{2}}+\cdots +{\binom {n}{n}}}
delmängder till mängden {\displaystyle M}. Binomialsatsen ger — med {\displaystyle x=1} och {\displaystyle y=1} — 
{\displaystyle 2^{n}={\binom {n}{0}}+{\binom {n}{1}}+{\binom {n}{2}}+\cdots +{\binom {n}{n}}.}
- Med hjälp av binomialsatsen går det att visa att om en mängd består av {\displaystyle n}  element, så är antalet delmängder med ett udda antal element lika med antalet delmängder med ett jämnt antal element.

Om binomialsatsen tillämpas för de två talen {\displaystyle x=1\,} och {\displaystyle y=-1\,} ger detta
{\displaystyle 0=(1+(-1))^{n}=\sum _{k=0}^{n}{\binom {n}{k}}(-1)^{k}={\binom {n}{0}}-{\binom {n}{1}}+{\binom {n}{2}}-\cdots +(-1)^{n}{\binom {n}{n}}.}
Om heltalet {\displaystyle n} är jämnt finns det
{\displaystyle {\binom {n}{0}}+{\binom {n}{2}}+\cdots +{\binom {n}{n}}}
stycken delmängder med ett jämnt antal element, och
{\displaystyle {\binom {n}{1}}+{\binom {n}{3}}+\cdots +{\binom {n}{n-1}}}
delmängder med ett udda antal element. Motsvarande resultat gäller då {\displaystyle n} är ett udda tal.

## Newtons generaliserade binomialsats
Isaac Newton visade att satsen kan generaliseras till att gälla även då exponenten inte är ett heltal
{\displaystyle (x+y)^{r}=\sum _{k=0}^{\infty }{r \choose k}x^{k}y^{r-k}}
där {\displaystyle r} kan vara ett godtyckligt komplext tal och {\displaystyle |x/y|<1}. Binomialkoefficienterna ges då av
{\displaystyle {r \choose k}={\frac {1}{k!}}\prod _{j=0}^{k-1}(r-j)={\frac {r(r-1)(r-2)\ldots (r-k+1)}{k!}}}
När {\displaystyle k=0} reduceras denna produkt till en tom produkt och är lika med 1.

## Andra generaliseringar

### Abel
Niels Henrik Abel generaliserade 1826 binomialsatsen till
{\displaystyle (x+y)^{n}=\sum _{k=0}^{n}{n \choose k}x(x-kz)^{k-1}(y+kz)^{n-k}}
som gäller för {\displaystyle x\not =0} och icke-negativa heltal n. Formeln ger den vanliga binomialsatsen när {\displaystyle z=0}.

### Cauchy
Augustin Louis Cauchy gav 1843 en s.k. q-analog generalisering av binomialsatsen enligt
{\displaystyle (x+y)(x+qy)\ldots (x+q^{n-1}y)=\sum _{k=0}^{n}{n \choose k}_{\!q}q^{k(k-1)/2}x^{n-k}y^{k}}
för icke-negativa heltal n. I denna formel definieras q-binomialkoefficienterna (även kallade gaussiska polynom) av
{\displaystyle {n \choose k}_{\!q}={\frac {(n)_{q}!}{(n-k)_{q}!\,(k)_{q}!}}}
där {\displaystyle (n)_{q}} och {\displaystyle (n)_{q}!} är beteckningar för
{\displaystyle (n)_{q}=1+q+\cdots +q^{n-1}\quad {\text{och}}\quad (n)_{q}!=(n)_{q}(n-1)_{q}\ldots (1)_{q}}

## Bevis av binomialsatsen
Det går att bevisa binomialsatsen med hjälp av matematisk induktion. Först visas att binomialsatsen gäller för det naturliga talet {\displaystyle n=1}. Sedan antas att binomialsatsen är sann för det naturliga talet {\displaystyle n=N}. Därefter visas att detta innebär att binomialsatsen är sann för det efterföljande naturliga talet: {\displaystyle N+1}. Beviset avslutas sedan genom att åberopa induktionsaxiomet, vilket leder till slutsatsen att binomialsatsen är sann för varje naturligt tal {\displaystyle n}.
Det räcker att bevisa satsen då talet {\displaystyle y=1}, eftersom 
{\displaystyle (x+y)^{n}=\left(y\left({\frac {x}{y}}+1\right)\right)^{n}=y^{n}\left(1+{\frac {x}{y}}\right)^{n}.}
Låt {\displaystyle x} vara ett godtyckligt valt (reellt eller komplext) tal. För det naturliga talet n = 1 gäller
{\displaystyle (1+x)^{1}=1+x={\binom {1}{0}}+{\binom {1}{1}}x=\sum _{k=0}^{1}{1 \choose k}x^{k},}
vilket stämmer med binomialsatsen.
Antag att satsen är sann för det naturliga talet {\displaystyle n=N}: 
{\displaystyle (1+x)^{N}=c_{0}+c_{1}x+c_{2}x^{2}+\cdots +c_{N}x^{N},\qquad c_{k}={\binom {N}{k}}}
vilket är det så kallade induktionsantagandet. 
För det efterföljande naturliga talet {\displaystyle n=N+1} utvecklas potensen {\displaystyle (1+x)^{n}} och koefficienterna grupperas:
{\displaystyle (1+x)^{N+1}=c_{0}+(c_{1}+c_{0})x+\cdots +(c_{N}+c_{N-1})x^{N}+c_{N}x^{N+1}.}
Sedan visas att en godtycklig koefficient i denna utveckling kan skrivas som
{\displaystyle c_{k}+c_{k-1}={\binom {N+1}{k}},\qquad k=1,\dots ,N.}
Induktionsantagandet innebär att koefficienten 
{\displaystyle c_{k}={\binom {N}{k}},\qquad k=1,2,\dots ,N}
och följande beräkning, uttrycker summan {\displaystyle {\binom {N}{k}}+{\binom {N}{k-1}}} som binomialkoefficienten {\displaystyle {\binom {N+1}{k}}:}
Definitionerna av binomialkoefficient och fakultet ger
{\displaystyle {\binom {N}{k}}+{\binom {N}{k-1}}={\frac {N!}{(k-1)!(N-k)!}}\left({\frac {1}{k}}+{\frac {1}{N+1-k}}\right)={\frac {(N+1)!}{k!((N+1)-k)!}}={\binom {N+1}{k}}.}
Följaktligen är koefficienterna {\displaystyle c_{k}} sådana att 
{\displaystyle c_{k}+c_{k-1}={\binom {N+1}{k}},}
vilket innebär att utvecklingen av potensen {\displaystyle (1+x)^{N+1}} kan skrivas som
{\displaystyle {\binom {N+1}{0}}+{\binom {N+1}{1}}x+{\binom {N+1}{2}}x^{2}+\cdots +{\binom {N+1}{N}}x^{N}+{\binom {N+1}{N+1}}x^{N+1};}
där det faktum används att
{\displaystyle {\binom {N+1}{0}}=1={\binom {N+1}{N+1}}.}
Utvecklingen av potensen {\displaystyle (1+x)^{N+1}} kan kortfattat skrivas med hjälp av summasymbolen som
{\displaystyle (1+x)^{N+1}=\sum _{k=0}^{N+1}{\binom {N+1}{k}}x^{k},}
vilket enligt binomialsatsen är resultatet då den tillämpas för heltalet {\displaystyle N+1}.
Det sista steget i beviset av binomialsatsen är att åberopa induktionsaxiomet, vilket innebär att om det går att visa att ett påstående — i detta fall utvecklingen av potensen {\displaystyle (1+x)^{N}\,} — rörande de naturliga talen är sant för det naturliga talet {\displaystyle N} och att det även är sant för talets efterföljare, {\displaystyle N+1}, så är påståendet sant för alla naturliga tal. 
Eftersom talet {\displaystyle x} var godtyckligt valt har följande påstående bevisats:
För varje (reellt eller komplext) tal {\displaystyle x} och för varje naturligt tal {\displaystyle n}, kan potensen {\displaystyle (1+x)^{n}\,} utvecklas enligt:
{\displaystyle (1+x)^{n}=\sum _{k=0}^{n}{\binom {n}{k}}x^{k}.}
Vi lägger sista handen vid beviset genom att visa exponentieringen av det generella binomet {\displaystyle x+y\,}:
{\displaystyle (x+y)^{n}=y^{n}\left(1+{\frac {x}{y}}\right)^{n}=y^{n}\sum _{k=0}^{n}{\binom {n}{k}}\left({\frac {x}{y}}\right)^{k}=\sum _{k=0}^{n}{\binom {n}{k}}x^{k}\,y^{n-k}.}
Härmed är beviset av binomialsatsen klart.